# Parafia Przemienienia Pańskiego w Garbowie
Parafia Przemienienia Pańskiego w Garbowie – parafia rzymskokatolicka w Garbowie, należąca do archidiecezji lubelskiej i Dekanatu Garbów. Pierwsze zapisy o funkcjonującej parafii pochodzą z 1325. Mieści się pod adresem: Krakowskie Przedmieście 27. Jest prowadzona przez księży archidiecezjalnych.
Z parafii wywodzi się ks. Marian Stasiak (ur. 1942).

## Zasięg parafii
Do parafii należą wierni z następujących miejscowości: Bogucin-Kolonia, Bogucin, Borków, Garbów-Kolonia, Garbów, Gutanów, Janów, Karolin, Leśce, Ługów, Moszenki, Ożarów, Piotrowice Wielkie-Kolonia, Piotrowice Wielkie, Sługocin, Wola Przybysławska, Wysokie.